# Мауэрбах
Мауэрбах (нем. Mauerbach) — торговая община в Австрии, в федеральной земле Нижняя Австрия. Входит в состав округа Санкт-Пёльтен (до 2017 года относилась к ныне упразднённому округу Вин-Умгебунг). Население составляет 3642 человека (на 1 января 2020 года). 

## География
Мауэрбах расположен в Венском Лесу и непосредственно примыкает к северо-западной границе Вены. Однако, застроенные области не соприкасаются, поскольку соседним для Мауэрбаха является лесистая часть Пенцинга. Площадь коммуны составляет 20,32 км², 80 % которой покрыто лесом. Через коммуну протекает река Мауэр, позднее впадающая в Вену.
Состоит из единственной одноименной кадастровой общины. Кроме собственно Мауэрбаха (3345), на территории расположен поселок Штайнбах (Steinbach, 280) и деревушка Хайнбух (Hainbuch, 17; население по данным на 1 января 2020).

## Достопримечательности
- Мауэрбахская шартрёза[англ.] — бывший монастырь картезианцев; распущен еще в XVIII веке императором Иосифом II, однако здания продолжали использоваться и поэтому сохранились
- Приходская церковь Мауэрбаха, до 1782 года была частью монастыря
- Дворцовый парк Мауэрбаха[нем.] также в свое время принадлежал монастырю; построенный в 1840 году «дворец» (по сути, большая вилла) не сохранился
- Юбилеумсфольксшуле (средняя школа) им. кайзера Франца Иосифа I, построенная в 1908 году